# Saspiri

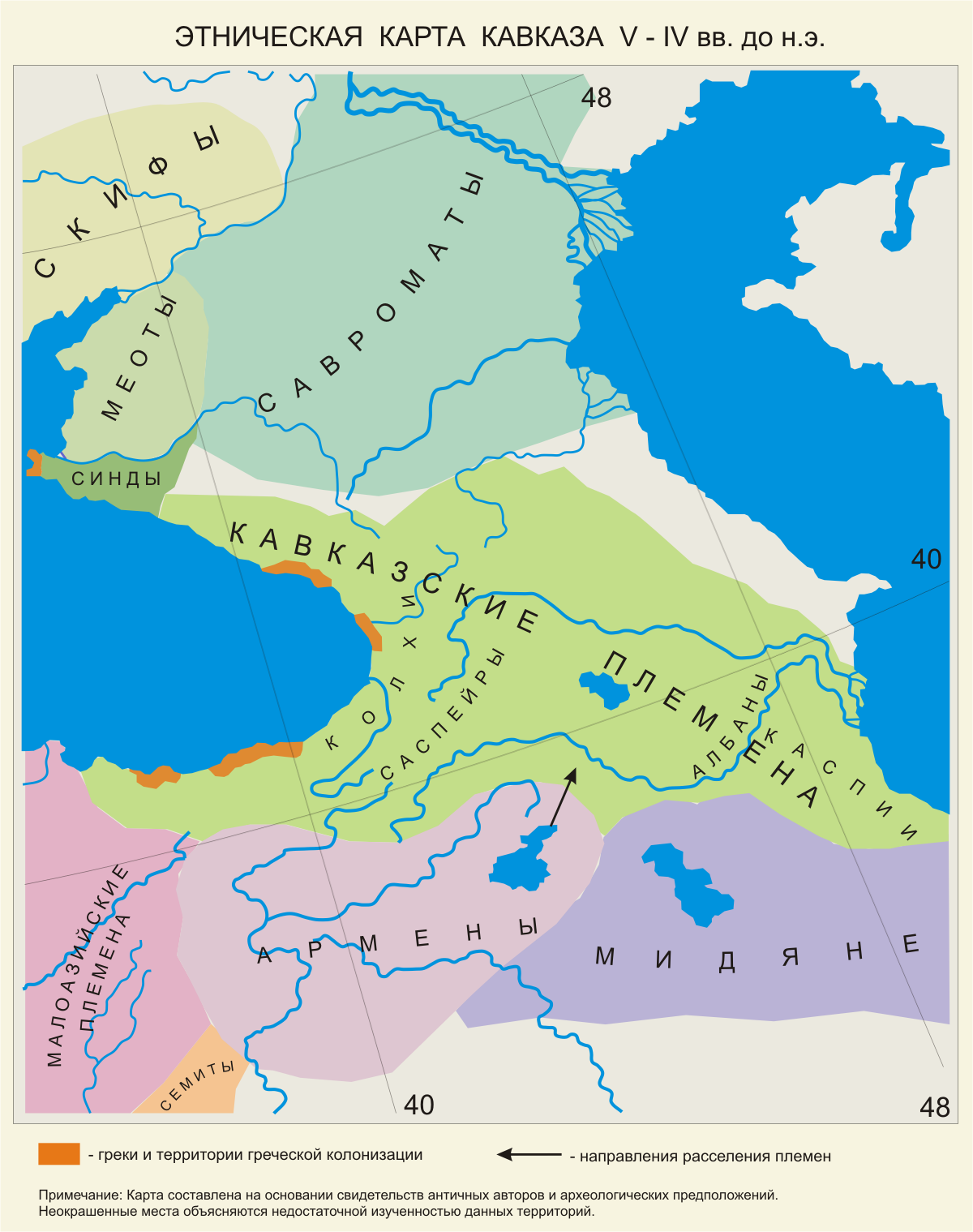
Mappa sovietica in russo del 1956 raffigurante la presunta suddivisione etnica del Caucaso durante il V e il IV secolo a.C.. Qui i saspiri sono collocati immediatamente a est dei colchi, che si trovano a cavallo della costa orientale del Mar Nero.

Saspiri, noti anche saspeiri, saspini, sapini o sapiri, (in greco antico: Σάσπειρες?, in georgiano სასპერები?, traslitterato sasp'erebi) sono un popolo di origine incerta menzionato da Erodoto. Secondo le teorie più diffuse sarebbero una tribù kartvelica o una popolazione scitica. È stata avanzata l'ipotesi che il toponimo della moderna città di İspir e dell'antica regione di Speri abbiano una comune radice nell'etnonimo dei saspiri.
I saspiri erano originariamente associati agli iberici caucasici e sembrano provenire dall'est del Caucaso Minore. Gli alarodiani, i colchi e i saspiri portavano gli stessi abiti e si sarebbero riuniti sotto un unico comando. Nonostante i colchi non fossero sottoposti a nessuna satrapia, avrebbero comunque servito nell'esercito di Serse I come ausiliari. L'incredibile numero di tribù presenti nel Caucaso ha colpito gli studiosi, sia antichi che moderni. Secondo alcuni autori, i saspiri costituirono una parte significativa della popolazione del primo Regno di Iberia e svolsero un ruolo importante nell'etnogenesi della nazione georgiana.